# Tartalommarketing
Tartalommarketing (vagy content marketing) minden olyan  marketing, amely tartalmat állít elő, azt publikálja és különböző csatornákon terjeszti azzal a céllal, hogy vásárlókat szerezzen. Az információ bemutatható a legkülönbözőbb formákban, ideértve a híreket, videókat, jelentéseket, e-könyveket, infografikákat, esettanulmányokat, használati utasításokat, cikkeket, fotókat, applikációkat és így tovább.
A tartalommarketing mibenlétére számos definíció létezik. A kifejezés jelentése nagyban függ a céltól és a kontextustól. Az egyik legtöbbet használt definíció szerint a tartalommarketing olyan marketingmódszerek gyűjtőneve, amelyek során tartalmat hoznak létre és osztanak meg azért, hogy egy jól körülhatárolt és megismert potenciális ügyfélcsoport figyelmét a cég megszerezze és megtartsa, mindezzel pedig nyereséges ügyfélinterakciókat érjen el.
A tartalommarketing ideája az, hogy ha a célpiacnak magas minőségű, releváns és értékes információt adunk, akkor azzal üzleti eredményeket érünk el. Ez a stratégia megtartja és növeli az olvasottságot, illetve javítja a márkahűséget.
A tartalommarketing informatív és edukatív anyagokkal kelti fel a termék vagy szolgáltatás iránti érdeklődést. A sikeres tartalommarketingesek „folyamatosan kiváló minőségű tartalmakat adnak, amelyek megoldják az emberek problémáit”.
A tartalommarketing az online marketing stratégia része, melynek legalapvetőbb része a szövegírás.

## Története
Az alábbi példák bemutatják, hogyan használták korábban a tartalmat arra, hogy egy márkáról annak segítségével információt terjesszenek, illetve a márka presztízsét növeljék:

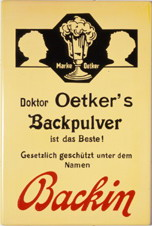
Egy tartalommarketinges sütőporos zacskó 1902-ből

- 1891: August Oetker Backin nevű sütőporából olyan kis csomagokat adott el a háztartások számára, amelynek a hátára recepteket nyomtattak. 1911-ben kiadta saját, a későbbiekben igen népszerűnek bizonyuló receptkönyvét. Az elmúlt évszázad során a könyv számos frissítésen esett át, és jelenleg s az egyik legnépszerűbb receptkönyvnek számít világszerte 19 millió értékesített példánnyal. A receptek mindegyike az Oetker vállalat tesztkonyhájából került ki, a könyvet pedig tankönyvként fogalmazták meg úgy, hogy egészen az alapoktól tanítson főzésre. Oetker nagyon is tudatában volt a jó marketing, az aktív kommunikáció szükségességének.
- 1895: John Deere megalapítja a The Furrow magazint, amely a farmerekkel osztott meg információkat arról, hogyan lehetnek nyereségesek. A magazin, amelyet az első márkamagazinként tartanak számon, még mindig működik, s ma már 1,5 millió embert ér el. 40 országban 12 nyelven adják ki.
- 1900: A Michelin először adja ki a Guide Michelint, amely autószerelő műhelyekről, szálláslehetőségekről és más utazási tippekről tartalmazott információkat a sofőrök számára. Az első, ingyenesen terjesztett számot 35 ezer példányban terjesztették.
- 1904: A Jell-O eladói háztól házig járva terjesztették a vállalat által kiadott ingyenes szakácskönyvet.

A tartalommarketing kifejezést már 1996-ban, egy John F. Oppedahl által összehívott, az Amerikai Lapszerkesztők Szövetsége által szervezett újságírói kerekasztal-beszélgetésen használták. 1988-ban a Netscape vállalat hivatalosan „online- és tartalommarketing-igazgató” titulussal alkalmazta Jerrel Jimersont. 1999-ben Jeff Cannon azt írta, „a tartalommarketingben a tartalmat abból a célból hozzák létre, hogy a vásárlókat ellássák az általuk keresett információkkal”.

## Meghatározása
A tartalommarketing az értékes és releváns tartalmak létrehozását jelenti, amelyet azzal a céllal hoznak létre, hogy felkeltsék és megtartsák egy jól behatárolt célcsoport figyelmét, majd ezt a figyelmet nyereséges ügyfél-interakciókká konvertálják.
A tartalommarketing ma az egyik legköltséghatékonyabb marketingkommunikációs szemlélet, amely lehetővé teszi, hogy az értékesítő bizonyos mértékben függetlenítse magát a sajtótól, mivel alkalmazása révén nem kizárólag másoktól függ, hogy személyéről, vállalatáról, termékeiről vagy szolgáltatásairól milyen információk jutnak el a potenciális vásárlókhoz.
A tartalommarketing olyan tartalmakat hoz létre, amelyeket a potenciális ügyfelek, vásárlók érdekesnek találnak, amelyek vágyaikkal, igényeikkel, érdeklődési köreikkel foglalkoznak, így felkeltik a figyelmet úgy, hogy nem közvetlenül a terméket, szolgáltatást vagy a céget reklámozzák.
Az átfedés nagy vagy egyes nézőpontok szerint teljes az inbound marketinggel.

## Alkalmazása
A tartalommarketinget számos más marketingstratégiával együtt, annak szerves elemeként szokás használni:
- Közösségimédia-marketing (SMO): Szerves része, mivel a közösségi médiában megjelenő, ott terjesztett tartalmakat elsősorban a tartalommarketing szabályai alapján állítják elő.
- Keresőoptimalizálás (SEO): a tartalommarketing általában nagy hangsúlyt fektet a keresőoptimalizálásra, azaz arra, hogy a létrehozott tartalmak megfeleljenek a keresőmotorok minőségi tartalmakkal szemben támasztott követelményeinek. Ide tartozik például, hogy a tartalmaknak egyedieknek, frissnek, rendszeresnek, relevánsnak stb. kell lenniük, és a megfelelő kulcsszavakat kell tartalmazniuk.
- PR: A hatékony PR-stratégia lényege, hogy a potenciális ügyfelekhez ne olyan tartalmakat juttassanak el, amely kizárólag a céget reklámozza, hanem olyan tartalmakat, amelyek valamilyen szempontból személyesen érintik, érdeklik a célközönséget, és így irányítják a figyelmet a cégre, annak termékeire és szolgáltatásaira.
- Pay per click (PPC): a kattintásonkénti fizetésre alapuló stratégiák működéséhez olyan tartalmak szükségesek, amelyek „eladják” a kattintást, ráveszik az interakcióra a látogatókat.
- Inbound marketing: Lényege, hogy érdekes és releváns tartalmak közzététele segítségével generáljon látogatottságot és keltse fel a célközönség érdeklődését, kiváltsa a megfelelő ügyfélinterakciókat. A hangsúlyt a felhasználói élményre fekteti, a direkt marketing megoldások helyett a minőségi tartalmak gyártását részesíti előnyben.

### Megtérülése
A tartalommarketing megtérülésének számítására 3 alapvető módszer létezik:
1. Költésalapú számítás
2. Bevételalapú számítás
3. Alternatívaköltség-alapú számítás

A költségalapú megoldás azt mutatja be, hogy mennyibe került a tartalom előállítása.
A bevételalapú megoldás a tartalommarketing bevételgeneráló erejét mutatja meg.
Az alternatívaköltség-alapú megközelítés azt vizsgálja, hogy mekkora költéssel lehetett volna elérni ugyanezt az eredményt egy másik marketingcsatorna vagy -eszköz használata mellett.

### Magyarországi helyzet
Bár kiterjedt, kizárólag a tartalommarketing felhasználásával foglalkozó kutatás még nem készült Magyarországon, egy 2014-es felmérés szerint a magyar kis- és középvállalkozások 48%-a rendelkezik tartalommarketing-stratégiával, a szövegírást pedig 86,2% alkalmazza.
2022-ben újdonságként jelent meg a hazai és a nemzetközi tartalommarketing területén is a mesterséges intelligencia alkalmazása. Ez bár valóban képes szövegírásra és más nyelvi feladatokra, ám leginkább egy olyan eszközként meghatározható, amely nem kiváltja az emberi tényezőt, hanem segíti a munka hatékonyabbá és produktívabbá tételét.

## Céljai
A gyakorlatban a tartalommarketinget nem csak közvetlenül a vásárlások növelésére használják fel. A cégek 82 százaléka a cég és a márka láthatóságának növelésére igyekszik használni; 74 százalékuknak célja az érdeklődők elérése (lead generation); az ügyfélszerzés 71 százaléknak célja. 68 százalékuk véleményvezéri pozícióra törekszik a piacon, 64 százalék kétoldalú marketingkommunikációt és párbeszédeket indítana a segítségével; 57 százalék a márkahűséget és vásárlói hűséget erősítené, illetve ugyanennyien preferálnák weboldaluk forgalmának növelését. A cégek 45 százaléka koncentrál a tartalommarketinggel kifejezetten az eladások növelésére.